# Danny Haynes
Pour les articles homonymes, voir Haynes.
Danny Lewis Haynes, né le 19 janvier 1988 à Peckham, dans la banlieue de Londres, est un ancien footballeur anglais, qui évoluait au poste d'ailier ou d'attaquant.

## Carrière
Haynes s'engage à Bristol City le 13 juillet 2009 alors qu'il a 21 ans. Il y restera une saison et demie.
Lors du mercato d'hiver, le 20 janvier 2011, il quitte Bristol City et est transféré à Barnsley pour une durée de deux ans et demi. Lors de cette demi-saison, il inscrit 6 buts en 20 apparitions.
Le 13 janvier 2012, il est transféré à Charlton Athletic où il signe un contrat de 18 mois, malgré l'ntérêt de Millwall qui convoitait aussi le joueur.
Le 6 mars 2015 il rejoint Cheltenham Town.

## Palmarès
Ipswich Town
- FA Youth Cup
  - Vainqueur : 2005

Charlton Athletic
- Championnat d'Angleterre D3
  - Champion : 2012